# Молодіжна збірна Тринідаду і Тобаго з футболу
Молодіжна збірна Тринідаду і Тобаго з футболу — національна молодіжна футбольна збірна Тринідаду і Тобаго, що складається із гравців віком до 20 років. Вважається основним джерелом кадрів для підсилення складу основної збірної Тринідаду і Тобаго. Керівництво командою здійснює Асоціацією футболу Тринідаду і Тобаго
Команда має право участі у молодіжних чемпіонатах світу та молодіжних чемпіонатах КОНКАКАФ, а також може брати участь у товариських і регіональних змаганнях.

## Результати на чемпіонатах світу
| Статистика молодіжних чемпіонатів світу | Статистика молодіжних чемпіонатів світу | Статистика молодіжних чемпіонатів світу | Статистика молодіжних чемпіонатів світу | Статистика молодіжних чемпіонатів світу | Статистика молодіжних чемпіонатів світу | Статистика молодіжних чемпіонатів світу | Статистика молодіжних чемпіонатів світу | Статистика молодіжних чемпіонатів світу | Статистика молодіжних чемпіонатів світу |
| Рік                                     | Раунд                                   | Місце                                   | І                                       | В                                       | Н                                       | П                                       | Г+                                      | Г-                                      |                                         |
| --------------------------------------- | --------------------------------------- | --------------------------------------- | --------------------------------------- | --------------------------------------- | --------------------------------------- | --------------------------------------- | --------------------------------------- | --------------------------------------- | --------------------------------------- |
| 1977                                    | Не кваліфікувалась                      | Не кваліфікувалась                      | Не кваліфікувалась                      | Не кваліфікувалась                      | Не кваліфікувалась                      | Не кваліфікувалась                      | Не кваліфікувалась                      | Не кваліфікувалась                      |                                         |
| 1979                                    | Не кваліфікувалась                      | Не кваліфікувалась                      | Не кваліфікувалась                      | Не кваліфікувалась                      | Не кваліфікувалась                      | Не кваліфікувалась                      | Не кваліфікувалась                      | Не кваліфікувалась                      |                                         |
| 1981                                    | Не кваліфікувалась                      | Не кваліфікувалась                      | Не кваліфікувалась                      | Не кваліфікувалась                      | Не кваліфікувалась                      | Не кваліфікувалась                      | Не кваліфікувалась                      | Не кваліфікувалась                      |                                         |
| 1983                                    | Не кваліфікувалась                      | Не кваліфікувалась                      | Не кваліфікувалась                      | Не кваліфікувалась                      | Не кваліфікувалась                      | Не кваліфікувалась                      | Не кваліфікувалась                      | Не кваліфікувалась                      |                                         |
| 1985                                    | Не кваліфікувалась                      | Не кваліфікувалась                      | Не кваліфікувалась                      | Не кваліфікувалась                      | Не кваліфікувалась                      | Не кваліфікувалась                      | Не кваліфікувалась                      | Не кваліфікувалась                      |                                         |
| 1987                                    | Не кваліфікувалась                      | Не кваліфікувалась                      | Не кваліфікувалась                      | Не кваліфікувалась                      | Не кваліфікувалась                      | Не кваліфікувалась                      | Не кваліфікувалась                      | Не кваліфікувалась                      |                                         |
| 1989                                    | Не кваліфікувалась                      | Не кваліфікувалась                      | Не кваліфікувалась                      | Не кваліфікувалась                      | Не кваліфікувалась                      | Не кваліфікувалась                      | Не кваліфікувалась                      | Не кваліфікувалась                      |                                         |
| 1991                                    | Груповий етап                           | -                                       | 3                                       | 0                                       | 0                                       | 3                                       | 0                                       | 12                                      |                                         |
| 1993                                    | Не кваліфікувалась                      | Не кваліфікувалась                      | Не кваліфікувалась                      | Не кваліфікувалась                      | Не кваліфікувалась                      | Не кваліфікувалась                      | Не кваліфікувалась                      | Не кваліфікувалась                      |                                         |
| 1995                                    | Не кваліфікувалась                      | Не кваліфікувалась                      | Не кваліфікувалась                      | Не кваліфікувалась                      | Не кваліфікувалась                      | Не кваліфікувалась                      | Не кваліфікувалась                      | Не кваліфікувалась                      |                                         |
| 1997                                    | Не кваліфікувалась                      | Не кваліфікувалась                      | Не кваліфікувалась                      | Не кваліфікувалась                      | Не кваліфікувалась                      | Не кваліфікувалась                      | Не кваліфікувалась                      | Не кваліфікувалась                      |                                         |
| 1999                                    | Не кваліфікувалась                      | Не кваліфікувалась                      | Не кваліфікувалась                      | Не кваліфікувалась                      | Не кваліфікувалась                      | Не кваліфікувалась                      | Не кваліфікувалась                      | Не кваліфікувалась                      |                                         |
| 2001                                    | Не кваліфікувалась                      | Не кваліфікувалась                      | Не кваліфікувалась                      | Не кваліфікувалась                      | Не кваліфікувалась                      | Не кваліфікувалась                      | Не кваліфікувалась                      | Не кваліфікувалась                      |                                         |
| 2003                                    | Не кваліфікувалась                      | Не кваліфікувалась                      | Не кваліфікувалась                      | Не кваліфікувалась                      | Не кваліфікувалась                      | Не кваліфікувалась                      | Не кваліфікувалась                      | Не кваліфікувалась                      |                                         |
| 2005                                    | Не кваліфікувалась                      | Не кваліфікувалась                      | Не кваліфікувалась                      | Не кваліфікувалась                      | Не кваліфікувалась                      | Не кваліфікувалась                      | Не кваліфікувалась                      | Не кваліфікувалась                      |                                         |
| 2007                                    | Не кваліфікувалась                      | Не кваліфікувалась                      | Не кваліфікувалась                      | Не кваліфікувалась                      | Не кваліфікувалась                      | Не кваліфікувалась                      | Не кваліфікувалась                      | Не кваліфікувалась                      |                                         |
| 2009                                    | Груповий етап                           | -                                       | 3                                       | 0                                       | 1                                       | 2                                       | 2                                       | 6                                       |                                         |
| 2011                                    | Не кваліфікувалась                      | Не кваліфікувалась                      | Не кваліфікувалась                      | Не кваліфікувалась                      | Не кваліфікувалась                      | Не кваліфікувалась                      | Не кваліфікувалась                      | Не кваліфікувалась                      |                                         |
| 2013                                    | Не кваліфікувалась                      | Не кваліфікувалась                      | Не кваліфікувалась                      | Не кваліфікувалась                      | Не кваліфікувалась                      | Не кваліфікувалась                      | Не кваліфікувалась                      | Не кваліфікувалась                      |                                         |
| 2015                                    | Не кваліфікувалась                      | Не кваліфікувалась                      | Не кваліфікувалась                      | Не кваліфікувалась                      | Не кваліфікувалась                      | Не кваліфікувалась                      | Не кваліфікувалась                      | Не кваліфікувалась                      |                                         |
| 2017                                    | Не кваліфікувалась                      | Не кваліфікувалась                      | Не кваліфікувалась                      | Не кваліфікувалась                      | Не кваліфікувалась                      | Не кваліфікувалась                      | Не кваліфікувалась                      | Не кваліфікувалась                      |                                         |
| 2019                                    | Не кваліфікувалась                      | Не кваліфікувалась                      | Не кваліфікувалась                      | Не кваліфікувалась                      | Не кваліфікувалась                      | Не кваліфікувалась                      | Не кваліфікувалась                      | Не кваліфікувалась                      |                                         |
| 2021                                    | Не кваліфікувалась                      | Не кваліфікувалась                      | Не кваліфікувалась                      | Не кваліфікувалась                      | Не кваліфікувалась                      | Не кваліфікувалась                      | Не кваліфікувалась                      | Не кваліфікувалась                      |                                         |
| 2023                                    | Не кваліфікувалась                      | Не кваліфікувалась                      | Не кваліфікувалась                      | Не кваліфікувалась                      | Не кваліфікувалась                      | Не кваліфікувалась                      | Не кваліфікувалась                      | Не кваліфікувалась                      |                                         |
| Разом                                   | 2/23                                    |                                         | 6                                       | 0                                       | 1                                       | 5                                       | 2                                       | 18                                      |                                         |

## Досягнення
- Молодіжний чемпіонат КОНКАКАФ:
  -  Віце-чемпіон (1): 1990